# Alveolitis (longziekte)
Alveolitis is in de geneeskunde een ontsteking van de longblaasjes (alveoli).
Er zijn verschillende vormen: 
- de extrinsieke allergische alveolitis, met als voorbeeld de duivenmelkerslong en de bagassose.
- diffuse fibroserende alveolitis een zich langzaam ontwikkelende ontsteking van de alveoli